# Kachina
Kachina, također se piše Katsinas, Katsinam, Katsinim i na druge načine. Ovo je zajednički Hopi izraz za nadnaravna duhovna bića, koje poštuju Hopi i drugi Pueblo narodi. Postoje stotine različitih Hopi katsina duhova; neki od najvažnijih uključuju Eototo (vremenski duh i poglavica kachina), Angwusnasomtaka (majka vrana, majčina figura svih kachina), Kokopelli (duh plodnosti), Koshari (sveti klaun), Mongwa (duh sove i utjerivač zakona,) Angak'china (dugokosi kachina, duh kiše i cvijeća) i Mana (djevice kukuruza, duhovi poljoprivrede.) Kachina duhove kanaliziraju Hopi u svetim plesovima s razrađenim ritualnim plesnim kostimima i figuricama od ovih svetih plesača izrezbareni su od korijena pamučnog drveta